# Метели (Башкортостан)
Метели (баш. Мәтәле) — село в Дуванском районе Башкортостана, административный центр Метелинского сельсовета. Согласно переписи 2020 года население составляло 1031 человек.
В селе имеются средняя школа, детский сад, врачебная амбулатория, дом культуры, библиотека.

## Географическое положение
Село расположено на левом берегу реки Ай. Протяженность с севера на юг — 2 км, с запада на восток — 2 км.
Расстояние до районного центра (Месягутово) — 75 км.

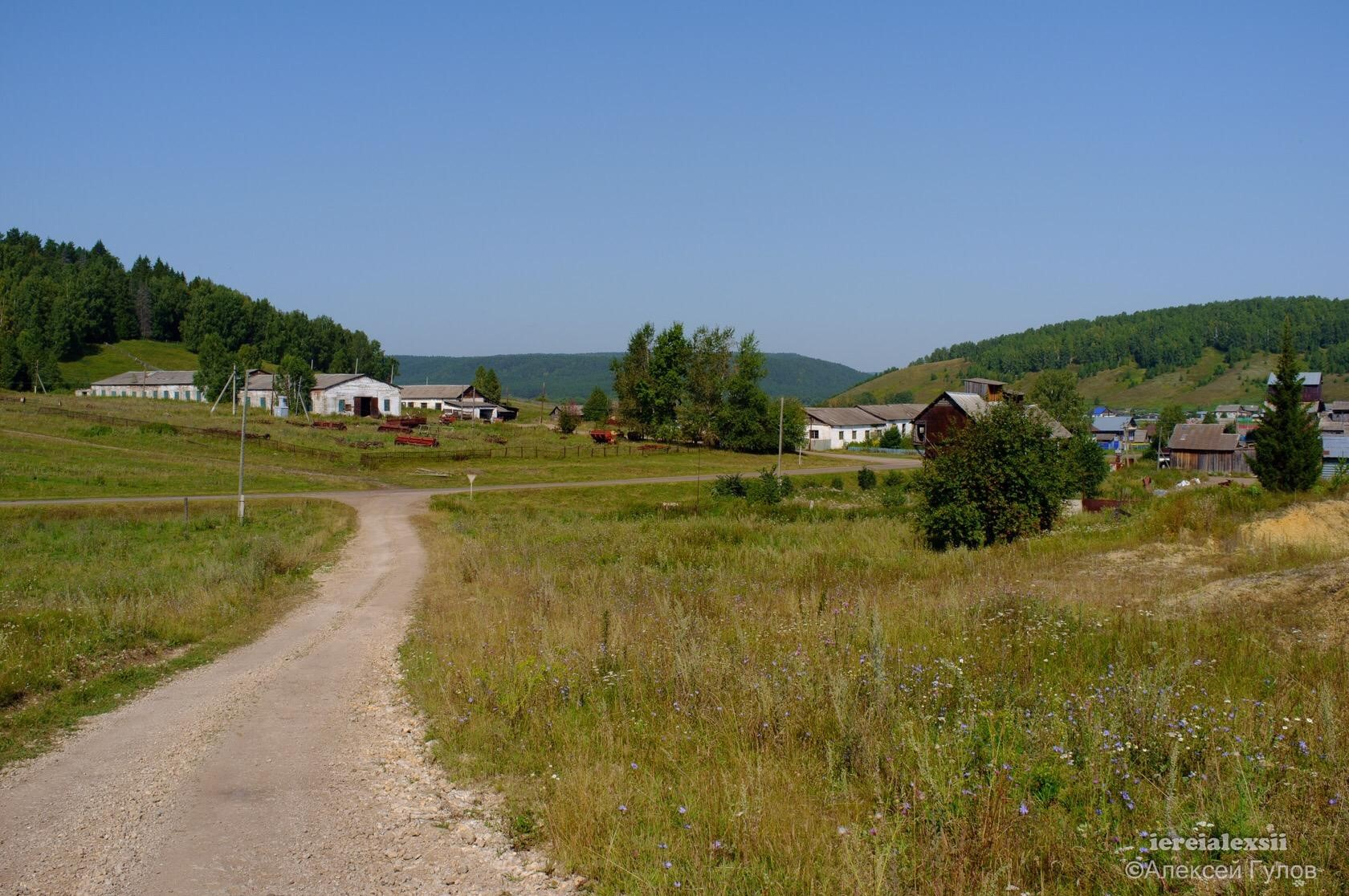
Село Метели

## Климат
Село находится в северо-лесостепной подзоне умеренного пояса. Климат умеренно континентальный, достаточно влажный, лето тёплое с небольшими изменениями температуры от месяца к месяцу, зима умеренно холодная и продолжительная.
| Показатель                                               | Янв. | Фев.  | Март | Апр. | Май   | Июнь  | Июль  | Авг.  | Сен.  | Окт.  | Нояб. | Дек.  |
| -------------------------------------------------------- | ---- | ----- | ---- | ---- | ----- | ----- | ----- | ----- | ----- | ----- | ----- | ----- |
| Средняя температура, °C                                  | −14  | −13,6 | −6   | +3,5 | +11,3 | +17   | +18,5 | +15,6 | +9,5  | +3,1  | −6    | −12,5 |
| Средняя влажность, %                                     | 80%  | 77%   | 73%  | 65%  | 61%   | 69%   | 71%   | 75%   | 77%   | 79%   | 82%   | 82%   |
| Температура воды, °C                                     | 0    | +0,9  | +3   | +3   | +8,7  | +16,8 | +15,5 | +16,3 | +18,7 | +11,6 | +6,2  | +5,3  |
| Источник: https://yandex.ru/pogoda/meteli/month?via=cnav |      |       |      |      |       |       |       |       |       |       |       |       |

## История
Его основали государственные крестьяне Красноуфимского уезда Пермской губернии по договорам с башкирами Кугуинской волости 1793 и 1795 годов. На средства прихожан здесь была построена Преображенская церковь, освященная в 1846 году, позднее открыто начальное земское училище. В 1870 году в селе проживало 1463 человека, имелись училище, кожевенный и два красильных завода, три водяные мельницы, шестнадцать торговых лавок.

## Население
| 1870 | 2002  | 2010  |
| ---- | ----- | ----- |
| 1463 | ↘1080 | →1080 |

В селе проживают преимущественно русские.

## Архитектура и достопримечательности
- Большой Камень
- Пьяные острова
- Абдуллинская гора — к северу от села.
- Абдуллинское городище

## Религия

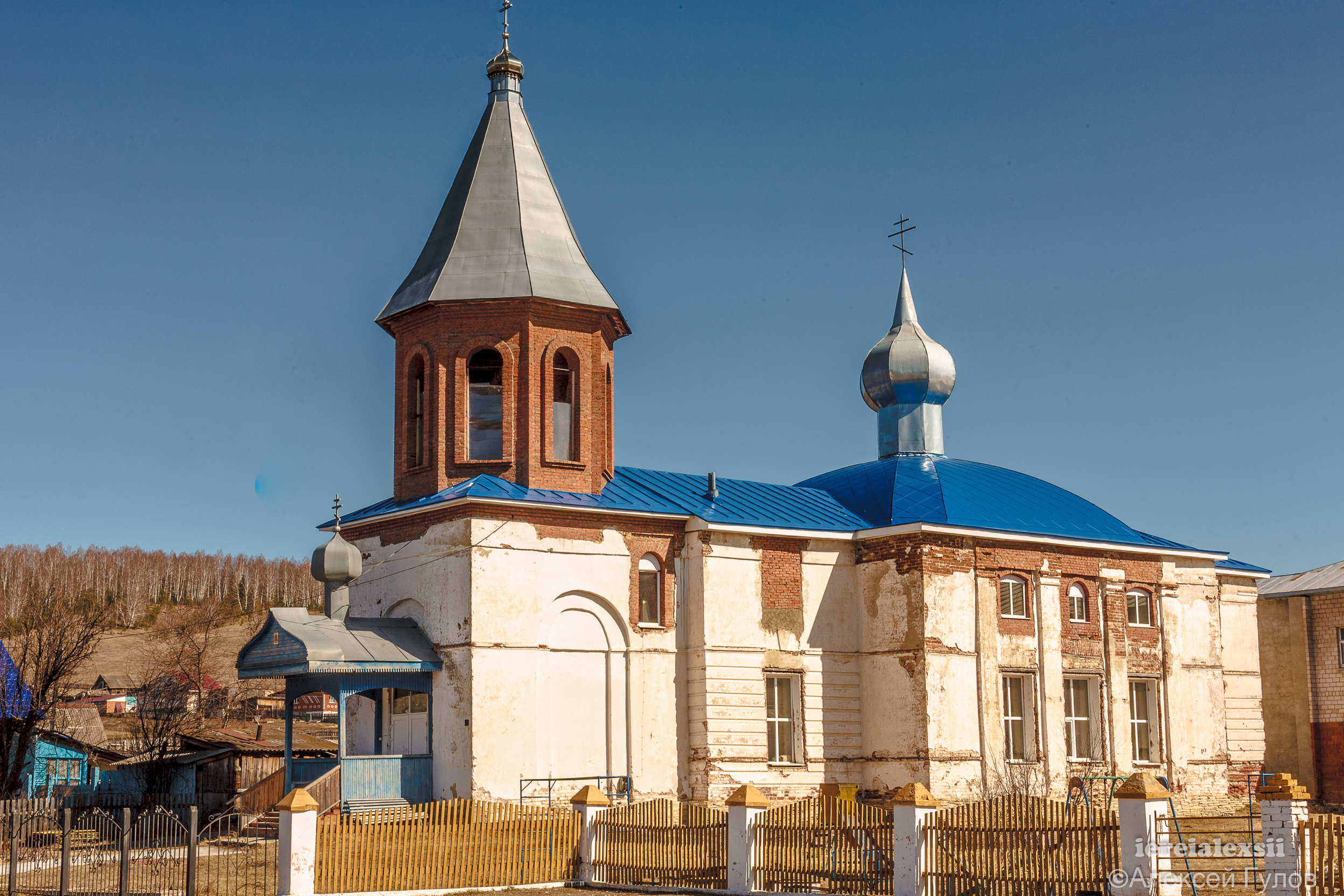

В селе есть православная Спасо-Преображенская церковь.